# ۳ نسل (فیلم)
۳ نسل (به انگلیسی: 3 Generations) با عنوان اولیه دربارهٔ ری، فیلمی آمریکایی در سبک کمدی و درام است که در سال ۲۰۱۵ منتشر شد. از بازیگران آن می‌توان به ال فانینگ، نائومی واتس و سوزان ساراندون اشاره کرد.

## خلاصه داستان
بعد از اینکه "ری" تصمیم میگیرد که از زن به مرد تغییر جنسیت بدهد، مادرش "مگی" میخواهد اجازه قانونی این تصمیم را را از پدر ری بگیرد، اما ...
یک دختر نوجوان نیویورکی به نام ری خود را آماده می کند تا بتواند با شرایطی کنار بیاید که ممکن است واکنش اطرافیانش را به دنبال داشته باشد. او در این راه باید مادر و مادربزرگش را در مورد تغییر جنسیت توجیه کند …